# Menneville (Aisne)
Menneville is een plaats en voormalige gemeente in het Franse departement Aisne in de regio Hauts-de-France en telt 275 inwoners (1999). De plaats maakt deel uit van het arrondissement Laon.

## Geschiedenis
De gemeente fuseerde op 1 januari 2019 met Guignicourt tot de commune nouvelle Villeneuve-sur-Aisne.

## Geografie
De oppervlakte van Menneville bedraagt 7,2 km², de bevolkingsdichtheid is 38,2 inwoners per km².
De onderstaande kaart toont de ligging van Menneville (Aisne) met de belangrijkste infrastructuur en aangrenzende gemeenten.

## Demografie
Onderstaande figuur toont het verloop van het inwonertal.
Vanwege een beveiligingsprobleem met de MediaWiki Graph-software is het momenteel niet mogelijk deze grafiek weer te geven. Zodra de software is bijgewerkt zal de grafiek vanzelf weer zichtbaar worden.